# Bwebwentaratai Benson
Bwebwentaratai Benson – kiribatyjski polityk. Członek kiribatyjskiego parlamentu w latach 1979–1987 (reprezentant okręgu Betio). Był duchownym mormońskim na Kiribati. 